# Colm Tóibín
Colm Tóibín (se pronuncia [ˈkɔl̪ˠəmˠ t̪ˠoːˈbʲiːnʲ]; Enniscorthy, 30 de mayo de 1955) es un premiado novelista y periodista irlandés.

## Juventud
Colm Tóibín nació en Enniscorthy, en el Condado de Wexford, en el sudeste de Irlanda en 1955. Era el segundo más joven de cinco hermanos. Su abuelo, Patrick Tobin, fue miembro del Irish Republican Army (IRA), al igual que su tío abuelo Michael Tobin. Patrick Tobin participó en 1916 en la rebelión en Enniscorthy y como consecuencia fue encarcelado en Frongoch en Gales. El padre de Colm Tóibín era profesor y tuvo estrecho contacto con el partido Fianna Fáil de Enniscorthy.
Tóibín recibió su educación media en el St Peter's College, de Wexford, donde estuvo interno entre 1970 y 1972. Continuó sus estudios en la University College Dublin, graduándose en 1975. Inmediatamente después de licenciarse, partió hacia Barcelona, donde residió entre 1975 y 1978.

## Carrera
De retorno a Irlanda en 1978, comenzó a estudiar un máster. Sin embargo, no presentó la tesis y abandonó el mundo académico, por lo menos en parte, para continuar una carrera en el periodismo.
El principio de la década de 1980 fue un periodo especialmente brillante en el periodismo irlandés y el apogeo de la revista mensual de noticias Magill. Tóibín se convirtió en el editor de la revista en 1982 y permaneció en el puesto hasta 1985.
La primera novela de Tóibín, The South, escrita en la década de 1990, estuvo parcialmente inspirada en su estancia en Barcelona; al igual que su ensayo Homage to Barcelona (1990).
A The Heather Blazing (1992), su segunda novela, le siguió The Story of the Night (1996) y The Blackwater Lightship (1999). Su quinta novela, The Master (2004), es un relato ficticio de partes de la vida del autor Henry James. En 2006 publicó su primera colección de relatos cortos con el título Mothers and Sons, que recibió críticas favorables (incluyendo la de Pico Iyer en el The New York Times). Es autor de otros libros de ensayo: Bad Blood: A Walk Along the Irish Border (1994) (reimpresión de la edición original de 1987) y The Sign of the Cross: Travels in Catholic Europe (1994).
Su obra de teatro Beauty in a Broken Place fue estrenada en Dublín en agosto de 2004.
Ha continuado trabajando como periodista tanto en Irlanda como en el extranjero. También ha conseguido una cierta fama como crítico literario: ha editado un libro sobre Paul Durcan, The Kilfenora Teaboy (1997); ha escrito The Penguin Book of Irish Fiction (1999); The Modern Library: The 200 Best Novels in English since 1950 (1999), junto con Carmen Callil; una colección de ensayos Love in A Dark Time: Gay lives from Wilde to Almodóvar (2002); y un estudio sobre Lady Gregory, Lady Gregory's Toothbrush (2002).
Tóibín, que es miembro de Aosdána, ha sido profesor interino en la Universidad de Stanford, la Universidad de Texas en Austin y la Universidad de Princeton. También ha enseñado en varias otras universidades, incluyendo el Boston College, la Universidad de Nueva York y The College of the Holy Cross. En 2008 recibió un doctor honoris causa por la Universidad del Ulster, en reconocimiento por su contribución a la literatura irlandesa contemporánea.

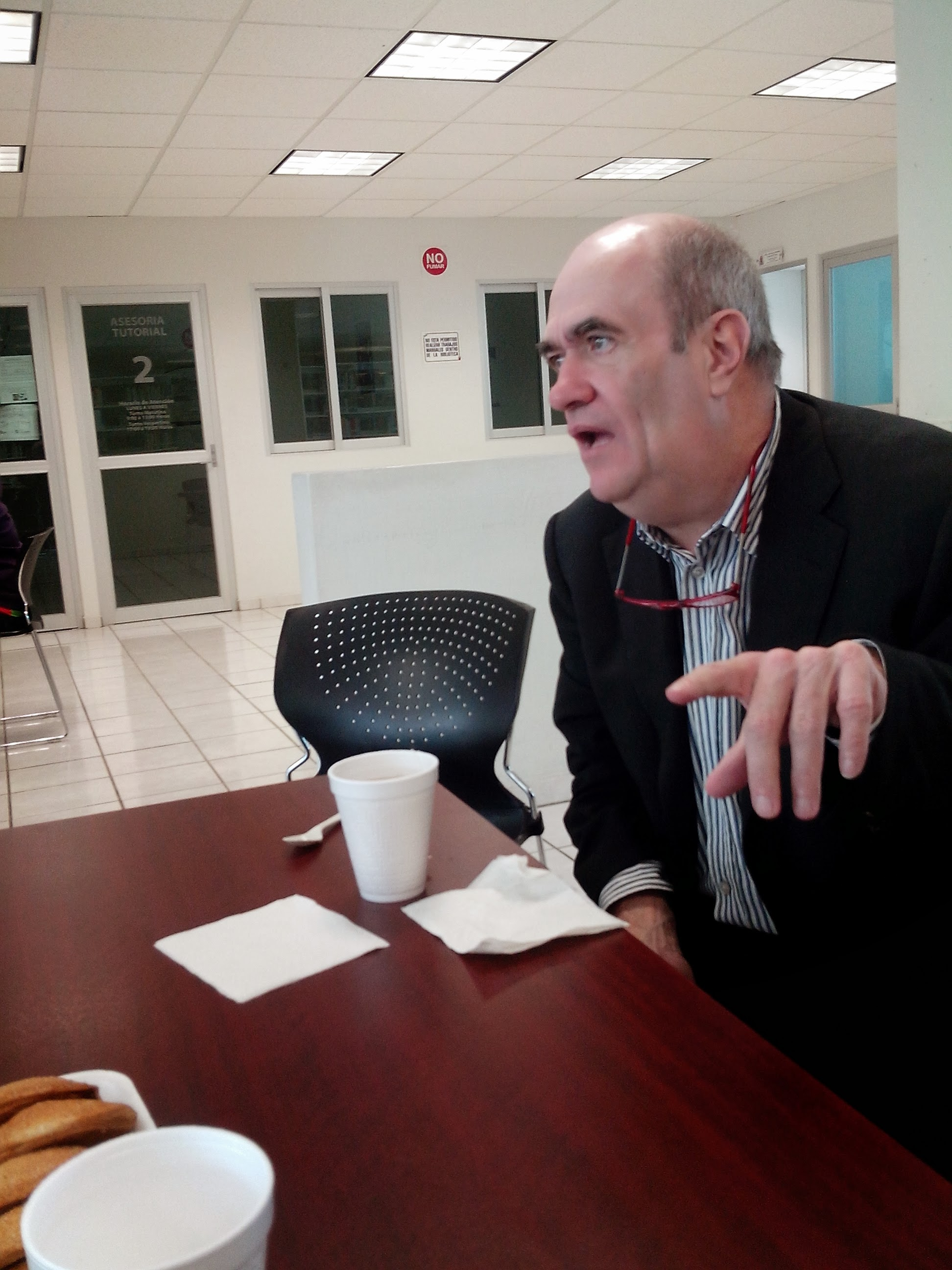
Colm Tóibín en Guadalajara, en 2013. Foto: Miguel Ángel Avilés.

### Temas
La obra de Tóibín explora principalmente diversos temas concretos: la descripción de la sociedad irlandesa, vivir en el extranjero, el proceso de la creación y la preservación de la identidad personal, enfocándose principalmente en las identidades homosexuales —Tóibín es abiertamente gay—; pero también sobre la identidad frente a la pérdida.
Las novelas de «Wexford», The Heather Blazing y The Blackwater Lightship, usa el pueblo de Enniscorthy, su pueblo natal, como material narrativo, junto con la historia de Irlanda y la muerte de su padre. Un relato autobiográfico y sus reflexiones sobre el hecho se pueden leer en el ensayo The Sign of the Cross. Dos otras novelas, The Story of the Night y The Master, giran en torno a personajes que han de abordar una identidad homosexual y que ocurren fuera de Irlanda en su mayor parte, con un personaje arreglándoselas para vivir en el extranjero. Su primera novela, The South, parece tener ingredientes de ambas líneas de trabajo. Se puede leer junto con The Heather Blazing como un díptico sobre la herencia protestante y católica del condado de Wexford, o se puede agrupar con las novelas sobre «vivir en el extranjero». Un tercer tema que une The South y The Heather Blazing es el de la creación. De la pintura en el primer caso y de la cuidadosa redacción de un veredicto judicial en el segundo. Esta tercera línea temática culmina en The Master, un estudio sobre la identidad, precedido por un ensayo sobre el mismo tema, Love in A Dark Time.

## Premios
- La novela The Heather Blazing recibió en 1993 el Encore Award por la segunda novela de un autor.
- La novela The Blackwater Lightship estvo entre las novelas finalistas para el Premio Booker de 1999 y el International IMPAC Dublin Literary Award de 2001.
- La novela The Master ganó en 2006 el International IMPAC Dublin Literary Award, estuvo entre los finalistas para el Premio Booker de 2004, ganó el premio «novela del año» de Los Angeles Times, el Stonewall Book Award y el Lambda Literary Award, y entró en la lista de «los 10 libros más importantes de 2004» de The New York Times.

## Obra

### Ficción
- El sur, Emecé, 2003 (The South, 1990)
- El brezo en llamas, Anaya & Mario Muchnik, 1994 (The Heather Blazing, 1992)
- Crónica de la noche, Emecé, 1998 (The Story of the Night, 1996)
- El faro de Blackwater, Edhasa, 2002 (The Blackwater Lightship, 1999)
- The master : retrato del novelista adulto, Edhasa, 2006 (The Master, 2004)
- Mothers and Sons, 2006
- Brooklyn, 2009
- The Empty Family, 2010, ISBN 978-0-670-91817-1
- The Testament of Mary, 2012, ISBN 978-1451688382
- Nora Webster, Scribner, 2014, ISBN 978-1439138335

### No ficción
- Walking Along the Border, 1987
- Martyrs and Metaphors, 1987
- The Trials of the Generals: Selected Journalism, 1990
- Homenatge a Barcelona, Columna, 2003, (Homage to Barcelona, 1990) .
- Dubliners, 1990
- Mala sangre: peregrinación a lo largo de la frontera irlandesa, Península, 1998 (Bad Blood: A Walk Along the Irish Border, 1994)
- La señal de la cruz, viaje al fondo del catolicismo europeo, Anaya & Mario Muchnik, 1996 (The Sign of the Cross: Travels in Catholic Europe, 1994)
- El amor en tiempos oscuros y otras historias de vidas y literatura gay, Taurus, 2003 (Love in a Dark Time: Gay Lives From Wilde to Almodovar, 2002)
- Lady Gregory's Toothbrush, 2002
- Un llarg hivern, La campana, 2007
- El Mag,Ámsterdam, 2022

### Como editor
- The Guinness Book of Ireland, 1995
- The Kilfenora Teaboy: A Study of Paul Durcan, 1996
- The Penguin Book of Irish Fiction, 1999

### En colaboración
- The Modern Library: The Two Hundred Best Novels in English Since 1950, 1999, con Carmel Callil